# Augustin Augier
François Augustin Marie Augier de Favas là học giả người Pháp, thường được gọi tắt là Augustin Augier (Ô-guyt-ten Ô-giê), được đời sau nhắc đến vì là người đầu tiên xây dựng cây tiến hoá trong lĩnh vực tiến hóa sinh học, nay gọi là cây phát sinh sự sống., 

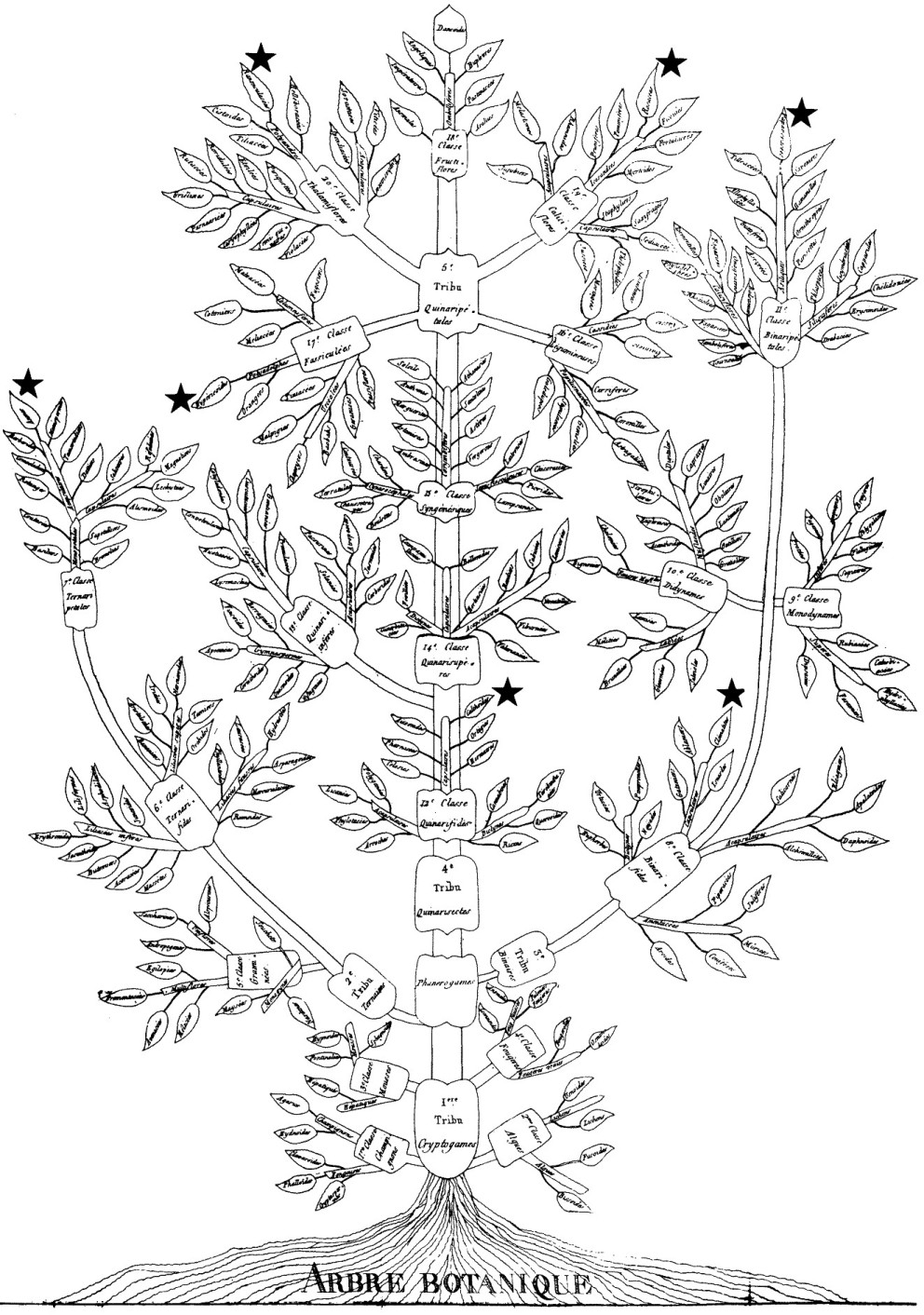
Cây phát sinh sự sống đầu tiên trong Sinh học của Augustin Augier, công bố năm 1801.

## Tiểu sử
Augustin Augier sinh ngày 15 tháng 12 năm 1758 tại Saint-Tropez thuộc Pháp, xuất thân từ một gia đình nhà quý tộc Pháp ở Saint-Tropez.
Năm 1789, ông trở thành một linh mục ở Hội nhà nguyện Chúa Giêsu và Đức Bà (Société de l'Oratoire de Jésus et de Marie).
Năm 1784 cho đến cuối đời, ông làm giáo viên giảng dạy chủ yếu ở Collège Royal de Tournon (trường trung học Hoàng gia Tuôc-nông) và một số trường nội trú lân cận gần Saint-Donat-sur-l'Herbasse thuộc Drôme. Ở những nơi này, ông giảng dạy tiếng La tinh, tự nhiên học và tự nghiên cứu nhiều về thực vật học.
Ông mất ở Peyrins thuộc Drôme vào ngày 29 tháng 1 năm 1825.

## Tác phẩm chính
- Ấn phẩm nổi tiếng nhất của ông là "Essai d'une nouvelle sort des végétaux" (Thử phép phân loại mới về thực vật) xuất bản năm 1801 tại Lyon, trong đó có xây dựng hệ thống phân loại bao gồm cả quan hệ phát sinh loài trong giới thực vật mà ông gọi là "Arbre botanique" (cây thực vật). Do đó, giới khoa học đương thời còn gọi ông là nhà thực vật học.[5]
- Ngoài ra, ông còn cho xuất bản tài liệu về giảng dạy về tiếng Latinh: "Mémoire sur l'instruction publique, principalement sur l'enseignement de la langue latine" - Valence, 1812 (Luận văn về giáo dục cộng đồng, chủ yếu về giảng dạy ngôn ngữ Latinh- xuất bản năm 1812).[2], [6]